# Labrieville
Labrieville est un lieu-dit du territoire non organisé de Lac-au-Brochet, en Haute-Côte-Nord, au Québec. 
Le lieu-dit se trouve sur le site d'un village construit par Hydro-Québec au début des années 1950 afin de loger les travailleurs bâtissant les centrales hydroélectriques Bersimis-1 et Bersimis-2. Le village est démantelé en 1974.

## Historique

### Projet hydroélectrique
Labrieville doit son existence à la forte croissance économique de l'après-guerre, qui force le développement accéléré de deux centrales hydroélectriques sur la rivière Betsiamites, à 85 km de la ville de Forestville, sur la rive nord du fleuve Saint-Laurent. En septembre 1951, le gouvernement du Québec accorde par décret la concession de la force hydraulique de la rivière Betsiamite à l'entreprise publique Hydro-Québec, au grand dam de la Shawinigan Water and Power Company, la plus grande entreprise privée du secteur de l'électricité à cette époque.
En raison de l'augmentation substantielle de la demande d'électricité au Québec prévue au cours des années 1950, la production de la première centrale du complexe, Bersimis-1 avec une puissance initiale de 912 mégawatts, sera requise dès la fin de l'année 1956. S'engage alors une course contre la montre afin de construire les deux barrages, la centrale et les lignes d'électricité à 315 kilovolts qui livreront la production du complexe aux marchés de Québec et de Montréal, situés respectivement à 350 et 600 km.

### Construction
Les premières étapes devant mener à la création de Labrieville consistent à construire une route et une centrale hydroélectrique. Construite entre novembre 1952 et juillet 1953, la centrale temporaire de 15 000 chevaux-vapeur (environ 12 mégawatts) est montée au Lac Cassé. Elle devait fournir le chantier et les camps de travailleurs. L'équipement utilisé pour la centrale temporaire provient du démantèlement en 1949 de la centrale de Saint-Timothée, près de la centrale des Cèdres, sur le Saint-Laurent près de Montréal.
La construction du village comme tel a débuté en juin 1953. Le premier locataire a pris possession de son logement le 16 novembre 1953. Les travaux au village ont été complétés en 1955.
La construction des installations a débuté au cours de l'hiver de 1953 pour se terminer en 1955. La Commission hydroélectrique de Québec, nom officiel d'Hydro-Québec à l'époque, a financé la construction d'un complexe comportant un certain nombre de services : un hôpital, une école avec 8 salles de classe, une église de 400 places, un édifice abritant à la fois un centre commercial et un centre récréatif, des terrains de baseball, des courts de tennis, une patinoire, une auberge, des dortoirs temporaires et des cafétérias temporaires pour les travailleurs ainsi que 116 résidences individuelles, qui étaient réservées aux cadres durant la construction. Au cours des premières années, elle comportait des quartiers distincts pour les hommes et les femmes.
La ville a été nommée en l'honneur de Napoléon-Alexandre Labrie premier évêque catholique du diocèse du Golfe Saint-Laurent. Dans une envolée oratoire, lors de l'inauguration de l'église, le premier ministre de l'époque, Maurice Duplessis, vante les qualités de pionnier de Mgr Labrie, et déclare que la ville porterait le nom de Labrieville. Mgr Labrie lui rend la pareille en déclarant que l'église du village porterait le nom de St-Maurice.
Décrit par un contemporain comme « un véritable joyau enchâssé dans la rugosité d'un pays inculte », le village était situé dans la vallée de la Betsiamites, à une courte distance de la centrale électrique. Dans un article publié dans le Canadian Geographical Journal en 1960, W.J.W. McNaughton ajoute que Labrieville est une « gentille petite ville, avec ses parterres dont le vert brillant contraste vivement avec l'austérité impressionnante du paysage environnant ».

### Déclin et fermeture
Après la construction et la mise en service des deux centrales — la centrale Bersimis-2 est entrée en service en 1959 —, Labrieville cherche désespérément un employeur majeur afin de diversifier son économie, complètement dépendante du personnel d'exploitation des deux centrales. Le village tente de faire valoir un potentiel minier et la valeur de l'hydroélectricité à portée de main. Ce sera toutefois peine perdue. Tout comme le village de Rapide-Blanc en Mauricie, qui devait lui aussi son existence à l'éloignement de la centrale électrique des zones peuplées, le village de Labrieville a été victime des progrès technologiques réalisés en matière de télécommunications et de télécommande au début des années 1970.
En 1974, Hydro-Québec démantèle Labrieville et la majorité des maisons est transportée dans un nouveau quartier de Forestville. Les autres maisons, l'école et l'église seront rasées.

### De nos jours
La route 385, qui autrefois servait de lien entre Labrieville et Forestville mène aujourd'hui à la centrale Bersimis-1 et à des chemins forestiers.
26 juin 2018 : un feu de forêt d’une grande importance a fait rage jusqu'au 24 juillet 2018. La qualité de l’air en a est affectée et la fumée traverse même le fleuve Saint-Laurent.
L'auberge, dernier bâtiment d'origine de la ville, est rasé en 2021.
Maintenant, la compagnie forestière Boisaco occupe l'ancien village avec son camp contenant environ 200 travailleurs forestiers[réf. nécessaire]. 
Hydro-Quebec a aussi installé un camp forestier a seulement quelques kilomètres de là[réf. nécessaire].